# Ricardo Horta
Ricardo Jorge da Luz Horta (ur. 15 września 1994 w Sobredzie) – portugalski piłkarz występujący na pozycji pomocnika w portugalskim klubie SC Braga oraz w reprezentacji Portugalii.

## Kariera klubowa
Latem 2011 roku Horta dołączył do młodzieżowej drużyny Vitórii Setúbal, dokąd ściągnięto go z Benfiki. 7 kwietnia 2013 roku zadebiutował w barwach pierwszego zespołu podczas przegranego 1:2 spotkania ligowego z Rio Ave FC, zmieniając w drugiej połowie Cristiano. Sezon 2012/13 zakończył z dorobkiem sześciu występów, zaliczając wszystkie jako zmiennik. 9 grudnia 2013 roku Horta zdobył swoją pierwszą bramkę w barwach klubu podczas meczu z Académiką Coimbra. W trakcie sezonu 2013/14 występował regularnie, kończąc rozgrywki z dorobkiem 27 spotkań i 7 bramek.
12 lipca 2014 roku Horta podpisał pięcioletni kontrakt z hiszpańską Málagą. Po raz pierwszy w nowych barwach wystąpił 23 sierpnia 2014 roku, wychodząc w podstawowym składzie na wygrane 1:0 spotkanie z Athletikiem Bilbao.

## Kariera reprezentacyjna
W 2014 roku Horta znalazł się w składzie reprezentacji Portugalii do lat 20, która wzięła udział w Turnieju w Tulonie. 7 września tego samego roku, tydzień przed swoimi 20. urodzinami, zadebiutował w seniorskiej kadrze. Stało się to podczas przegranego 0:1 meczu eliminacyjnego do Mistrzostw Europy 2016 z Albanią, gdy na początku drugiej połowy zmienił na boisku Williama Carvalho.